# Шевцова, Римма Михайловна
 Римма Михайловна Шевцова (род. 10 октября 1937) — заведующая молочно-товарной фермой колхоза имени Ленина Брянского района Брянской области, полный кавалер ордена Трудовой Славы (1986).

## Биография
Родилась 10 октября 1937 года в селе Староселье Брянского района Орловской (ныне — Брянской) области в крестьянской семье. Русская. Ребёнком пережила фашистскую оккупацию. С малых лет помогала матери на работах в поле, в семье было шестеро детей, отец погиб на фронте. Так что росла девочка без отца. В начальную школу пошла в Хотылёво, напрямую через Залогин лог 4 километра. Семилетку заканчивала в Староселье. А в неполные девичьи 15 лет устроилась в колхоз, на ферму телятницей, там отработала год. В тот год она выходила 33 телёнка и ни один не погиб. Потом захотела перейти в доярки. В это трудно поверить, но она и сейчас помнит, как какую корову из её группы звали. В 1951 году окончила семилетнюю школу в селе Хотылево.
Трудовую деятельность начала в 1951 году рядовой колхозницей в колхозе «Путь Ленина». В 1952 году перешла на работу телятницей. В тот год выходила 33 телёнка, ни один не погиб. Все работы выполняла вручную. Через четыре года стала дояркой, в 21 года получила первый трудовой орден. В 1959 году вступила в КПСС.
С 1960 года работала дояркой колхоза имени Ленина. Работая дояркой, достигла высоких показателей, надаивала в год в среднем по 4-5 тысяч килограммов от каждой коровы, в основном в ручном режиме.
В 1972 году была назначена заведующей молочно-товарной фермой колхоза. В этой должности зарекомендовала себя умелым организатором производства. На ферме из года в год повышалась продуктивность коров, улучшалась сохранность молодняка.
Указами Президиума Верховного Совета СССР от 14 февраля 1975 года и 13 марта 1981 года Шевцова Римма Михайловна награждена орденами Трудовой Славы 3-й и 2-й степеней соответственно.
Как известно, молоко у коровы на языке. От того, как кормят животных, ухаживают за ними напрямую зависит объём удоев. В начале 80-х годов средний удой от вверенных Римме Шевцовой коров составил 3962 кг молока. Это на 1020 кг больше, чем в среднем по колхозу.
В 1985 году было надоено от каждой фуражной коровы по 4328 кг молока. Пятилетний план по производству молока фермой был выполнен на 107 %. По её инициативе на ферме были внедрены двухсменный режим труда и коллективный подряд. В результате целенаправленной работы коллектива фермы колхозом был успешно выполнен план продажи молока государству.
Под руководством Шевцовой ферма стала школой передового опыта. На её базе проводилась учёба бригадиров молочно-товарных ферм района, заседания клуба доярок-четырёхтысячниц.
Указом Президиума Верховного Совета СССР от 29 августа 1986 года за успехи, достигнутые в выполнении заданий одиннадцатой пятилетки и социалистических обязательств по производству и переработке сельскохозяйственной продукции, Шевцова Римма Михайловна награждена орденом Трудовой Славы 1-й степени. Стала полным кавалером ордена Трудовой Славы.
В 1997 году вышла на пенсию. Ещё 5 лет продолжала работать в сельскохозяйственном производстве. Общий трудовой стаж составил около 45 лет.
Когда Брянск стал столицей Эстафеты Олимпийского огня XXII Олимпийских зимних игр Ей доверили пронести Олимпийский огонь по улицам Брянска.
Полвека отработала в хозяйстве Брянского района Римма Михайловна Шевцова. Была телятницей, дояркой, заведующей молочно-товарной фермой. Но так случилось, что до недавних пор эта великая труженица жила в старой хате, построенной чуть ли не в позапрошлом веке. В 2008 году при участии и поддержке партии «Единая Россия» для Риммы Михайловны построен благоустроенный дом площадью 72 квадратных метра.
Живёт в селе Староселье.

## Награды
Награждена орденами Трудового Красного Знамени (1958), Трудовой Славы 1-й, 2-й, 3-й степеней:
3 ст. 14.02.1975 № 23869
2 ст. 13.03.1981 № 5827
1 ст. 29.08.1986 № 556
- медалями, в том числе медалями ВДНХ СССР, знаками «Ударник пятилетки», «Победитель социалистического соревнования»[1].